# Nationalligaen 2023
La Nationalligaen 2023 è la 36ª edizione del campionato di football americano di primo livello, organizzato dalla DAFF.

## Squadre partecipanti
| Club                  | Città     | Stadio | Sponsor ufficiale | Risultato nella stagione 2022 |
| --------------------- | --------- | ------ | ----------------- | ----------------------------- |
| Aalborg 89ers         | Aalborg   |        |                   |                               |
| Aarhus Tigers         | Aarhus    |        |                   |                               |
| Copenhagen Towers     | Gentofte  |        |                   |                               |
| Søllerød Gold Diggers | Rudersdal |        |                   |                               |
| Triangle Razorbacks   | Vejle     |        |                   |                               |

## Stagione regolare

### Calendario

#### 1ª giornata
| Viby J 29 aprile 2023, ore 12:00 | Aarhus Tigers | 14 – 59 referto | Copenhagen Towers | Bøgeskov Idrætsanlæg |

| Svenstrup J 29 aprile 2023, ore 14:00 | Aalborg 89ers | 34 – 12 referto | Triangle Razorbacks | Dall-Ferslev Idrætsforening |

#### 2ª giornata
| Nærum 6 maggio 2023, ore 12:00 | Søllerød Gold Diggers | 45 – 12 referto | Aarhus Tigers | Rundforbi Stadion |

#### 3ª giornata
| Vejle 13 maggio 2023, ore 12:00 | Triangle Razorbacks | 40 – 39 referto | Søllerød Gold Diggers | Vejle Atletikstadion |

| Gentofte 13 maggio 2023, ore 14:00 | Copenhagen Towers | 50 – 7 referto | Aalborg 89ers | Gentofte Sportspark |

#### 4ª giornata
| Vejle 20 maggio 2023, ore 14:00 | Triangle Razorbacks | 0 – 40 referto | Copenhagen Towers | Vejle Atletikstadion |

| Svenstrup J 20 maggio 2023, ore 14:00 | Aalborg 89ers | 54 – 21 referto | Aarhus Tigers | Dall-Ferslev Idrætsforening |

#### 5ª giornata
| Viby J 27 maggio 2023, ore 12:00 | Aarhus Tigers | 13 – 42 referto | Søllerød Gold Diggers | Bøgeskov Idrætsanlæg (500 spett.) |

#### 6ª giornata
| Gentofte 2 giugno 2023, ore 19:00 | Copenhagen Towers | 17 – 13 referto | Søllerød Gold Diggers | Gentofte Sportspark |

#### 7ª giornata
| Svenstrup J 10 giugno 2023, ore 12:00 | Aalborg 89ers | 40 – 49 referto | Copenhagen Towers | Dall-Ferslev Idrætsforening |

#### 8ª giornata
| Nærum 17 giugno 2023, ore 12:00 | Søllerød Gold Diggers | 36 – 13 referto | Aalborg 89ers | Rundforbi Stadion |

| Vejle 18 giugno 2023, ore 14:00 | Triangle Razorbacks | 55 – 14 referto | Aarhus Tigers | Vejle Atletikstadion |

#### 9ª giornata
| Viby J 12 agosto 2023, ore 12:00 | Aarhus Tigers | 25 – 49 referto | Aalborg 89ers | Bøgeskov Idrætsanlæg |

| Nærum 12 agosto 2023, ore 12:00 | Søllerød Gold Diggers | 50 – 28 referto | Triangle Razorbacks | Rundforbi Stadion |

#### 10ª giornata
| Gentofte 19 agosto 2023, ore 12:00 | Copenhagen Towers | 58 – 14 referto | Triangle Razorbacks | Gentofte Sportspark |

#### 11ª giornata
| Svenstrup J 26 agosto 2023, ore 12:00 | Aalborg 89ers | 54 – 40 referto | Søllerød Gold Diggers | Dall-Ferslev Idrætsforening |

#### 12ª giornata
| Vejle 2 settembre 2023, ore 14:00 | Triangle Razorbacks | 20 – 48 referto | Aalborg 89ers | Vejle Atletikstadion |

| Gentofte 2 settembre 2023, ore 14:00 | Copenhagen Towers | 49 – 0 referto | Aarhus Tigers | Gentofte Sportspark |

#### 13ª giornata
| Nærum 9 settembre 2023, ore 12:00 | Søllerød Gold Diggers | 0 – 35 referto | Copenhagen Towers | Rundforbi Stadion |

| Viby J 9 settembre 2023, ore 14:00 | Aarhus Tigers | 25 – 23 referto | Triangle Razorbacks | Bøgeskov Idrætsanlæg |

### Classifica
La classifica della regular season è la seguente:
- PCT = percentuale di vittorie, G = partite giocate, V = partite vinte,  P = partite perse, PF = punti fatti, PS = punti subiti

| Pos. | Squadra               | PCT   | G | V | N | P | PF  | PS  |
| ---- | --------------------- | ----- | - | - | - | - | --- | --- |
| 1    | Copenhagen Towers     | 1.000 | 8 | 8 | 0 | 0 | 357 | 88  |
| 2    | Aalborg 89ers         | .625  | 8 | 5 | 0 | 3 | 299 | 253 |
| 3    | Søllerød Gold Diggers | .500  | 8 | 4 | 0 | 4 | 265 | 212 |
| 4    | Triangle Razorbacks   | .250  | 8 | 2 | 0 | 6 | 192 | 308 |
| 5    | Aarhus Tigers         | .125  | 8 | 1 | 0 | 7 | 124 | 376 |

## Playoff

### Tabellone
|  | Semifinali | Semifinali            | Semifinali |                       |    | XXXIV Mermaid Bowl | XXXIV Mermaid Bowl | XXXIV Mermaid Bowl |  |
|  |            |                       |            |                       |    |                    |                    |                    |  |
|  | 1          | Copenhagen Towers     | 58         |                       |    |                    |                    |                    |  |
|  | 1          | Copenhagen Towers     | 58         |                       |    |                    |                    |                    |  |
|  | 4          | Triangle Razorbacks   | 6          |                       |    |                    |                    |                    |  |
|  | 4          | Triangle Razorbacks   | 6          |                       | 1  | Copenhagen Towers  | 50                 |                    |  |
|  |            |                       |            |                       | 1  | Copenhagen Towers  | 50                 |                    |  |
|  |            |                       | 3          | Søllerød Gold Diggers | 36 |                    |                    |                    |  |
|  | 2          | Aalborg 89ers         | 3          | Søllerød Gold Diggers | 36 | 28                 |                    |                    |  |
|  | 2          | Aalborg 89ers         |            |                       |    |                    |                    |                    |  |
|  | 3          | Søllerød Gold Diggers | 44         |                       |    |                    |                    |                    |  |

### Semifinali
| Svenstrup J 23 settembre 2023, ore 14:00 | Aalborg 89ers | 28 – 44 referto | Søllerød Gold Diggers | Dall-Ferslev Idrætsforening |

| Gentofte 24 settembre 2023, ore 12:00 | Copenhagen Towers | 58 – 6 referto | Triangle Razorbacks | Gentofte Sportspark |

### XXXIV Mermaid Bowl
| Gladsaxe 7 ottobre 2023, ore 19:00 | Copenhagen Towers | 50 – 36 referto | Søllerød Gold Diggers | Gladsaxe Stadium |

## Verdetti
- Copenhagen Towers Campioni della Danimarca 2023